# Teotónio Simão Paim de Ornelas Bruges
Teotónio Simão Paim de Ornelas Bruges (Angra do Heroísmo, 22 de Setembro de 1841 — Angra do Heroísmo, 27 de Agosto de 1936) foi um advogado, funcionário público, político e intelectual açoriano, formado bacharel em Filosofia e Letras pela Universidade Livre de Bruxelas, por diploma datado de 12 de Dezembro de 1862, que, entre outras funções, foi inspector da educação, deputado às Cortes e governador civil do Distrito Autónomo de Angra do Heroísmo.

## Biografia
Oriundo da mais influente família da ilha Terceira, era filho de Teotónio de Ornelas Bruges Paim da Câmara, o 1.º conde da Praia, e da sua segunda esposa, Emília Amélia de Almeida Tavares do Canto (4 de Junho de 1816 -?). Mantendo a tradição de alianças familiares, casou em Angra do Heroísmo, a 15 de Setembro de 1865, com Maria Clara Pereira Forjaz Sarmento, da melhor aristocracia política terceirense.
Exerceu advocacia nas comarcas de Angra do Heroísmo e Praia da Vitória e teve uma longa e complexa carreira política e administrativa na Terceira, sendo uma das figuras gradas da política angrense durante toda a segunda metade do século XIX. Seguindo a tradição familiar, integrou o Partido Histórico e depois do Pacto da Granja, o Partido Progressista, de que foi figura importante, chegando a líder distrital no período de 1900 a 1910.
Foi deputado às Cortes, eleito pelos círculos de Angra do Heroísmo (legislatura de 1868 - 1869) e pela ilha do Pico (legislatura de 1880 - 1879). A sua acção parlamentar centrou-se na defesa dos interesses do seu círculo eleitoral, tendo apresentado em 1869 uma proposta de lei visando a protecção fiscal da produção tabaqueira açoriana. No seu segundo mandato fez parte das comissões parlamentares de Constituição, Marinha, Infracções e Negócios estrangeiros.
Funcionário de carreira, foi chefe fiscal das alfândegas dos Açores, para além de sub-inspector da instrução secundária nos Açores e na Madeira no período de 1881 a 1892, cessando funções quando a sub-inspecção foi extinta.
Em 1871 foi também nomeado escrivão da Câmara Municipal de Angra do Heroísmo, de que também foi presidente e administrador do concelho.
Em 1899 foi nomeado o primeiro director da Escola Distrital de Angra do Heroísmo, um estabelecimento voltado para a formação de professores primários, escola que foi antecessora da Escola do Magistério Primário de Angra do Heroísmo e, por essa via, da actual Universidade dos Açores. Exerceu esse cargo até 1901.
Envolvido profundamente na política partidária terceirense, foi jornalista e director político do jornal O Angrense, o órgão da esquerda liberal. Publicou vários e importantes trabalhos jurídicos e brilhantes discursos forenses, para além de artigos históricos e literários, na sua maior parte dispersos por periódicos.
Em 1904 foi nomeado vogal da Junta Geral do Distrito Autónomo de Angra do Heroísmo e, pouco depois, membro da comissão executiva da mesma Junta Geral.
Foi governador civil do Distrito Autónomo de Angra do Heroísmo nos períodos de 22 de Outubro de 1904 a 22 de Abril de 1906 e de 20 de Janeiro a 29 de Junho de 1910.
Com a implantação da República Portuguesa afastou-se da vida política activa, vindo a falecer na sua cidade natal em 1936, com a provecta idade de 94 anos.